# Fleurey-sur-Ouche
Fleurey-sur-Ouche är en kommun i departementet Côte-d'Or i regionen Bourgogne-Franche-Comté i östra Frankrike. Kommunen ligger i kantonen Dijon 5e Canton som tillhör arrondissementet Dijon. År 2022 hade Fleurey-sur-Ouche 1 498 invånare.

## Befolkningsutveckling
Antalet invånare i kommunen Fleurey-sur-Ouche
Referens:INSEE